# Le Trévoux
Le Trévoux é uma comuna francesa na região administrativa da Bretanha, no departamento Finisterra. Estende-se por uma área de 20,91 km². Em 2010 a comuna tinha 1 652 habitantes (densidade: 79 hab./km²).